# P. D. Uspenski
Pyotr Demianovich Ouspenskii (conhecido em inglês como Peter D. Ouspensky; russo: Пётр Демьянович Успенский, romanizado: Pyotr Dem'yanovich Uspenskiy; 5 de março de 1878 – 2 de outubro de 1947), foi um esoterista russo conhecido por suas exposições do início obra do mestre greco-armênio de doutrina esotérica George Gurdjieff. Ele conheceu Gurdjieff em Moscou em 1915, e foi associado às ideias e práticas originárias de Gurdjieff a partir de então. Ele ensinou ideias e métodos baseados no sistema Gurdjieff por 25 anos na Inglaterra e nos Estados Unidos, embora tenha se separado de Gurdjieff pessoalmente em 1924, por razões que são explicadas no último capítulo de seu livro In Search of the Miraculous.
Ouspensky estudou o sistema Gurdjieff diretamente sob a supervisão do próprio Gurdjieff por um período de dez anos, de 1915 a 1924. In Search of the Miraculous relata o que aprendeu com Gurdjieff durante esses anos. Enquanto lecionava em Londres em 1924, ele anunciou que continuaria de forma independente do jeito que havia começado em 1921. Alguns, incluindo seu pupilo próximo Rodney Collin, dizem que ele finalmente desistiu do sistema em 1947, pouco antes de sua morte, mas suas próprias palavras gravadas sobre o assunto ("A Record of Meetings", publicado postumamente) não endossam claramente este julgamento.

## Ensino
Depois que Ouspensky rompeu com Gurdjieff, ele ensinou o "Quarto Caminho", como ele o entendia, para seus grupos independentes.

### Quarta Via
Gurdjieff propôs que existem três formas de autodesenvolvimento geralmente conhecidas nos círculos esotéricos. Estes são o Caminho do Faquir, que lida exclusivamente com o corpo físico, o Caminho do Monge, que lida com as emoções, e o Caminho do Iogue, que lida com a mente. O que é comum nas três formas é que elas exigem um isolamento completo do mundo. Segundo Gurdjieff, existe um Quarto Caminho que não exige que seus seguidores abandonem o mundo. O trabalho de autodesenvolvimento ocorre bem no meio da vida comum. Gurdjieff chamou seu sistema de escola do Quarto Caminho, onde uma pessoa aprende a trabalhar em harmonia com seu corpo físico, emoções e mente. Ouspensky pegou essa ideia e continuou sua própria escola nessa linha.
Ouspensky fez do termo "Quarto Caminho" e seu uso central para seu próprio ensino das idéias de Gurdjieff. Ele se concentrou muito nas escolas do Quarto Caminho e em sua existência ao longo da história.
Alunos
Entre seus alunos estavam Rodney Collin, Maurice Nicoll, Robert S. de Ropp, Kenneth Walker, Remedios Varo e Dr. Francis Roles.

### Auto-recordação
Ouspensky confessou pessoalmente as dificuldades que estava enfrentando com a "recordação de si mesmo", que mais tarde foi definida por Osho como "testemunho". A fraseologia presente nos ensinamentos do Advaita é estar consciente, ou estar consciente de estar consciente. Acredita-se também que seja consistente com a prática budista de 'atenção plena'. O objetivo final de cada um é estar sempre em estado de meditação, mesmo durante o sono. A "lembrança de si mesmo" era uma técnica à qual ele havia sido apresentado pelo próprio Gurdjieff. Gurdjieff explicou a ele que esse era o elo perdido de todo o resto. Enquanto na Rússia, Ouspensky experimentou a técnica com certo grau de sucesso, e em suas palestras em Londres e na América ele enfatizou a importância de sua prática. A técnica requer uma divisão de atenção, para que a pessoa não apenas preste atenção ao que está acontecendo no mundo exterior, mas também no interior. Ouspensky discordou e comentou sobre como uma ideia tão profunda para ele passaria despercebida por pessoas que ele considerava inteligentes. Gurdjieff explicou o princípio Rosacruz de que para produzir um resultado ou manifestação, três coisas são necessárias. Com a auto-recordação e a auto-observação, duas coisas estão presentes. A terceira é explicada por Ouspensky em seu tratado sobre a Consciência: é a não expressão de emoções negativas.

## Trabalhos publicados
- The Psychology of Man’s Possible Evolution, Nova York: Hedgehog Press, 1950. Online version.
- The Psychology of Man's Possible Evolution and The Cosmology of Man's possible Evolution, a limited edition of the definitive text of his Psychological and Cosmological Lectures, 1934–1945, East Sussex: Agora Books, 1989, ISBN 1-872292-00-3.
- Tertium Organum: The Third Canon of Thought, a Key to the Enigmas of the World. Traduzido do russo por Nicholas Bessaraboff e Claude Bragdon. Rochester e Nova York: Manas Press, 1920; Nova York: Knopf, 1922; Londres: Kegan Paul, Trench, Trubner, 1923, 1934; 3rd American edition, Nova York: Knopf, 1945. Online version.
- A New Model of the Universe: Principles of the Psychological Method in Its Application to Problems of Science, Religion and Art. Traduzido do russo por R. R. Merton, sob a supervisão do autor. Nova York: Knopf, 1931; Londres: Routledge, 1931; 2nd revised edition, Londres: Routledge, 1934; Nova York: Knopf, 1934.
- Talks with a Devil (Russian, 1916). Tr. by Katya Petroff, edited with an introduction by J. G. Bennett. Northamptonshire: Turnstone, 1972, ISBN 0-85500-004-X (HC); Nova York: Knopf, 1973; York Beach: Weiser, 2000, ISBN 1-57863-164-5.
- Strange Life of Ivan Osokin. Nova York and Londres: Holme, 1947; Londres: Faber & Faber, 1948; publicado pela primeira vez em russo como Kinemadrama (St. Petersburg, 1915). Online (russo).
- In Search of the Miraculous: Fragments of an Unknown Teaching. Londres: Routledge, 1947; Nova York: Harcourt, Brace, 1949; Londres: Paul H. Crompton Ltd., 2010, facsimile edition of the 1949 edition, hardcover.
- The Fourth Way: A Record of Talks and Answers to Questions Based on the Teaching of G. I. Gurdjieff (preparado sob a supervisão geral de Sophia Ouspensky). Nova York: Knopf, 1957; Londres: Routledge & Kegan Paul, 1957.
- Letters from Russia, 1919 (introduction by Fairfax Hall and epilog from In Denikin's Russia by C. E. Bechhofer). Londres e Nova York: Arkana, 1978.
- Conscience: The Search for Truth. Introduction by Merrily E. Taylor. Londres: Routledge & Kegan Paul, 1979.
- A Further Record: Extracts from Meetings 1928–1945. Londres e Nova York: Arkana, 1986.
- The Symbolism of the Tarot (traduzido por A. L. Pogossky). Nova York: Dover Publications Inc., 1976. Online version.
- P. D. Ouspensky Memorial Collection, Yale University Library. Arquivo de notas tiradas de reuniões durante 1935-1947. Online version.